# Stanisław Orlemański
Stanisław Orlemański (ur. 12 grudnia 1889 w Erie, zm. 16 marca 1960 w Springfield) – amerykański ksiądz katolicki polskiego pochodzenia, proboszcz w Springfield (Massachusetts), działacz polonijny w USA, współzałożyciel i honorowy prezes Ligi Kościuszkowskiej.

## Życiorys
Urodził się 12 grudnia 1889 w rodzinie Stanisława i Heleny (z Dąbrowskich) Orlemańskich. Ojciec, robotnik w warsztacie naprawy wagonów, wyemigrował do Ameryki wraz z żoną z Poznania w 1876. Małżeństwo, mieszkając w Erie, miało dziesięcioro dzieci: pięć dziewczyn i pięciu chłopców, z których czterech zostało księżmi. Orlemański kształcił się w seminariach w Orchard Lake (Michigan) i Montrealu, a dwa lata po święceniach kapłańskich został wysłany do Springfield, gdzie pracował wśród wciąż powiększającej się Polonii.
Będąc duszpasterzem polonijnym, należał jednocześnie do agentury wpływu w Stanach Zjednoczonych, związanej z osobą Bolesława Geberta. W 1943 Orlemański założył Ligę Kościuszkowską (ang. Kosciuszko League) dla wspierania Dywizji im. Tadeusza Kościuszki, dowodzonej przez generała Berlinga. Na Krajowej Konferencji Ligi Kościuszkowskiej w Detroit w listopadzie 1943 otrzymał tytuł honorowego przewodniczącego.
W maju 1944 udał się do Moskwy wraz z Oskarem Langem, jako oficjalny przedstawiciel Polonii amerykańskiej. Prowadzili rozmowy z Józefem Stalinem, Wandą Wasilewską i Zygmuntem Berlingiem. Efektem ich wizyty było przekonywanie opinii publicznej w Stanach Zjednoczonych, że Stalin chce Polski silnej i demokratycznej. Lange przygotował na ten temat opracowanie dla amerykańskiego sekretarza stanu Cordella Hulla. Stalin proponował ks. Orlemańskiemu wejście w skład przyszłego rządu polskiego. Po powrocie do USA Orlemański został zaproszony do Białego Domu i przekazał relację ze swoich rozmów prezydentowi Rooseveltowi. Działalność księdza spotkała się z niechętnym przyjęciem ze strony hierarchii kościelnej, ordynariusz Springfield Thomas Michael O'Leary zawiesił go na kilka tygodni w obowiązkach duszpasterskich, a następnie zabronił prowadzenia działalności publicznej poza parafią.
W 1945 Orlemański opublikował piętnastostronicową broszurę Polska-Niemcy-Rosja.